# 罗城遗址
罗城遗址位于湖南省汨罗市归义镇西北的罗城，现属于屈原管理区河市镇古罗城村一组，为汨罗江下游南岸的一块土洲。1956年成为湖南省级文物保护单位，2013年列入第七批全国重点文物保护单位名单。2021年，中國考古學界認為此遗址是楚国文化进入湖南最早的考古遗址。

## 布局
城址东南长约590米，西北宽约400米，整体略呈长方形，南面略内凹，总面积约23.6万平方米。三面护城河保存较好，现宽约5-10米，深超过3米。
部分城墙保存较好，墙基宽14米，高3米，用黄土分层夯筑而成 。

## 历史
罗子国是商代中叶芈部落的一个分枝，春秋时期时为楚国所灭，其遗民迁于湖北枝江，后又迁至湖南汨罗附近。罗国子民迁此筑城。